# Paroedura homalorhina
Paroedura homalorhina es una especie de geco del género Paroedura, familia Gekkonidae, orden Squamata. Fue descrita científicamente por Angel en 1936.

## Descripción
La longitud hocico-respiradero es de 64 milímetros.

## Distribución
Se distribuye por Madagascar.